# Ražljevo
Ražljevo är en ort i Bosnien och Hercegovina.   Den ligger i distriktet Brčko, i den nordöstra delen av landet, 110 km norr om huvudstaden Sarajevo. Ražljevo ligger 126 meter över havet och antalet invånare är 341.
Terrängen runt Ražljevo är platt. Närmaste större samhälle är Brčko, 12,1 km nordväst om Ražljevo. 
Trakten runt Ražljevo består till största delen av jordbruksmark. Runt Ražljevo är det ganska tätbefolkat, med 67 invånare per kvadratkilometer.